# The Wire
The Wire (no Brasil, A Escuta) é uma série de televisão policial norte-americana criada pelo escritor e ex-repórter policial David Simon. A série foi transmitida pela rede de televisão Home Box Office (HBO) nos Estados Unidos entre 2 de junho de 2002 e 9 de março de 2008, com 60 episódios distribuídos por cinco temporadas. Apesar de uma audiência modesta enquanto esteve no ar, The Wire passou a ser reconhecida e aclamada como uma das melhores séries de televisão de todos os tempos.
A história de The Wire aborda o narcotráfico na cidade norte-americana de Baltimore, tanto pela ótica dos narcotraficantes, quanto pela ótica dos agentes da lei que os investigam e processam. A cada temporada, The Wire introduz e explora uma instituição distinta da cidade e sua relação com as autoridades legais e policiais, ao mesmo tempo em que desenvolve os personagens e enredos introduzidos ao longo das temporadas anteriores. Essas instituições são o narcotráfico; o sistema portuário; os políticos, os burocratas, o sistema educacional e as escolas; e os meios de imprensa. A ausência de um protagonista e as múltiplas histórias desenvolvidas ao longo da série fazem com que a própria cidade de Baltimore seja considerada a protagonista de The Wire.
A maior parte do elenco de The Wire é composta por atores pouco conhecidos por outros papéis, além de personalidades locais de Baltimore que não atuavam profissionalmente. Apesar disso, a série foi enaltecida pelas atuações de seu elenco, recebendo elogios pelo realismo e humanidade de seus personagens.
Descrita como uma "obra-prima clássica" e como um "épico Homérico sobre a América moderna", The Wire é aclamada pelo seu realismo, sua precisão na exploração de temas sociais e políticos, pelo retrato cru da vida urbana e pela "impressionante variedade de personagens complexos", sendo creditada por ter "alterado o panorama da televisão".

## Produção

### Concepção

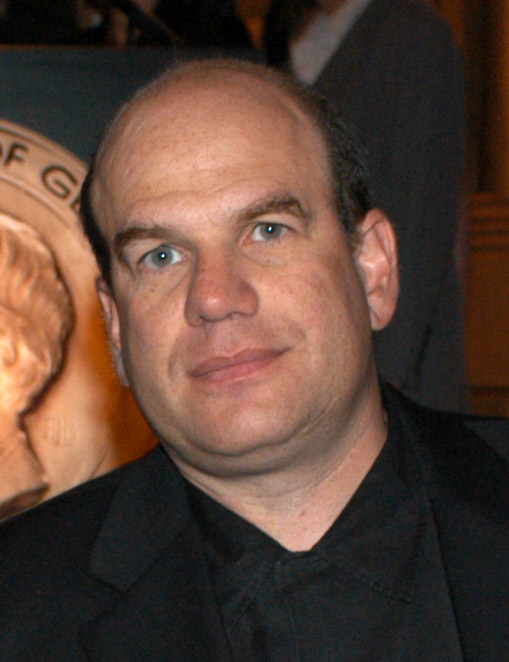
David Simon, criador de The Wire.

Segundo David Simon, The Wire surgiu a partir da ideia de um drama policial baseado nas experiências de Ed Burns, que foi detetive de homicídios e que era um parceiro habitual de Simon em outros projetos, como a minissérie The Corner (2000). Enquanto detetive, Burns trabalhou em investigações de narcotraficantes utilizando sistemas de monitoramento e vigilância, e frequentemente se via frustrado pela burocracia da polícia de Baltimore; Simon enxergou semelhanças entre esses episódios e suas próprias experiências enquanto repórter policial do jornal The Baltimore Sun. A partir dessas ideias, Simon optou por ambientar a série em Baltimore pela sua familiaridade com a cidade na qual residira por mais de 20 anos.
Apesar de estar envolvido na escrita e produção do programa Homicide: Life on the Street (também ambientado em Baltimore) para a rede de televisão National Broadcasting Company (NBC), conflitos com a diretoria da rede fizeram Simon optar por levar The Wire para a HBO, com a qual construíra bom relacionamento durante a produção de The Corner. Apesar de uma resistência inicial em incluir uma série policial em sua grade de programação, a HBO eventualmente concordou em produzir o episódio piloto de The Wire.

### Escolha de elenco
A escolha do elenco de The Wire foi elogiada por evitar artistas famosos; a utilização de atores e atrizes que, até então, eram pouco conhecidos fez com que muitos aparentassem naturalidade em seus respectivos papéis, e as atuações do elenco de The Wire receberam elogios pela sinceridade e humanidade demonstradas na tela. A maior parte do elenco é composta por artistas afro-americanos, refletindo a demografia de Baltimore, cidade na qual a série é ambientada.
Diversas figuras e personalidades locais de Baltimore atuaram em pequenos papéis da série, apesar de não serem atores profissionais, como Robert L. Ehrlich Jr (ex-governador do estado de Maryland), Kurt Schmoke (ex-prefeito da cidade) e Ed Norris (ex-delegado de polícia da cidade). Personagens da história de Baltimore também serviram de inspiração para construção de personagens de The Wire: um dos líderes do narcotráfico na série, Avon Barksdale, foi inspirado em "Little Melvin" Williams, um dos líderes do narcotráfico de Baltimore nos anos 80 (o próprio Williams participa da série a partir da terceira temporada). O sargento Jay Landsman foi inspirado em um ex-policial de Baltimore, também chamado Jay Landsman, que também atua na série, como o policial Dennis Mello.
Muitos dos artistas escalados para o elenco de The Wire tiveram participações anteriores em Homicide: Life on the Street e The Corner, originados de trabalhos de David Simon. Além disso, diversos integrantes do elenco também participaram da série Oz, também da HBO: J. D. Williams (Bodie), Seth Gilliam (Sargento Carver), Lance Reddick (Tenente Daniels) e Reg E. Cathey (Norman Wilson) tiveram papéis de destaque em Oz, enquanto Wood Harris (Avon Barksdale), Frankie Faison (Ervin Burrell), John Doman (Sargento Rawls), Clarke Peters (Lester Freamon), Domenick Lombardozzi (Herc), Michael Hyatt (Brianna Barksdale), Michael Potts (Brother Mouzone) e Method Man (Cheese Wagstaff) atuaram em pelo menos um episódio de Oz.

## Temas

### Disfunção das instituições
Um dos temas centrais de The Wire é a disfunção das instituições sociais. Para David Simon, as instituições apresentadas na série — a polícia de Baltimore, a prefeitura local, o sistema de educação pública da cidade, a gangue Barksdale, o jornal The Baltimore Sun e o sindicato dos estivadores — são comparáveis entre si, pois todas são disfuncionais ao seu modo, enquanto os personagens relacionados são traídos pelas próprias instituições que incorporam em suas vidas. Outro tema recorrente ao longo da série é a briga interna dos personagens entre seus desejos individuais e a necessidade de subordinação aos objetivos de seu grupo.
A série também aborda o modo como pessoas hierarquicamente superiores em seus grupos — principalmente, no núcleo de policiais — usam seus subordinados como bodes expiatórios para escândalos e situações problemáticas. Esse sentimento é exposto por um dos policiais da série com a frase "A merda rola ladeira abaixo". Simon descreve The Wire como uma série "cínica com relação às instituições", ao mesmo tempo em que adota uma abordagem mais humana em relação aos seus personagens.

### Vigilância
Um elemento central para a estrutura da série, e em torno do qual o enredo se desenvolve, é a utilização de ferramentas de vigilância eletrônica e escutas telefônicas pela polícia — daí o título The Wire (A Escuta). Veículos de crítica descrevem o título da série como uma metáfora para a experiência do telespectador: as escutas telefônicas dão aos policiais acesso a um mundo secreto, ao mesmo tempo em que a série produz o mesmo efeito com o telespectador.

## Temporadas

### Primeira temporada
Na primeira temporada, acompanha o cotidiano de policiais de Baltimore investigando as atividades de um traficante de drogas através de uma escuta telefónica enquanto lidam com a burocracia e as próprias limitações, ao mesmo tempo que mostra o cotidiano dos traficantes e de usuários de drogas convivendo com a violência e as contradições da vida nos guetos norte-americanos.

### Segunda temporada
A segunda temporada passa o foco central ao cotidiano dos estivadores de Baltimore, lidando com as transformações econômicas pelas quais a cidade passa e as consequências disso para a vida dos trabalhadores de classe média baixa, que passam a se envolver com a criminalidade. Assim, é mantido um foco secundário nas atividades dos policiais, traficantes e usuários mostrados na primeira temporada.

### Terceira temporada
A terceira temporada abandona os estivadores e retoma o foco no conflito entre policiais e traficantes, além de dar uma atenção maior para a política local, através do cotidiano de um vereador. Esta temporada ficou marcada por lidar com o tema da legalização das drogas. O final da terceira temporada foi acompanhado por um hiato de um ano em que a produção da série foi interrompida.

### Quarta temporada
A quarta temporada continua a acompanhar a guerra entre a polícia e o tráfico, mas traz o foco das escolas, mostrando o cotidiano de professores e alunos da oitava série, lidando com a presença do tráfico em suas vidas. Esta temporada foi baseada na experiência de Ed Burns como um ex-policial que se torna um professor. Há também um foco maior na política, no contexto de eleições municipais em Baltimore, e o cotidiano do prefeito e daqueles ao seu redor. Novamente, houve um hiato de dois anos após o fim.

### Quinta temporada
Na quinta temporada, a redação do jornal The Baltimore Sun passa a ser o centro das atenções. A experiência de David Simon como repórter do jornal é usada como base para a história, que ainda lida com a precariedade da atividade policial com um orçamento reduzido e os obstáculos enfrentados por um prefeito ambicioso buscando o crescimento na carreira política.

## Elenco

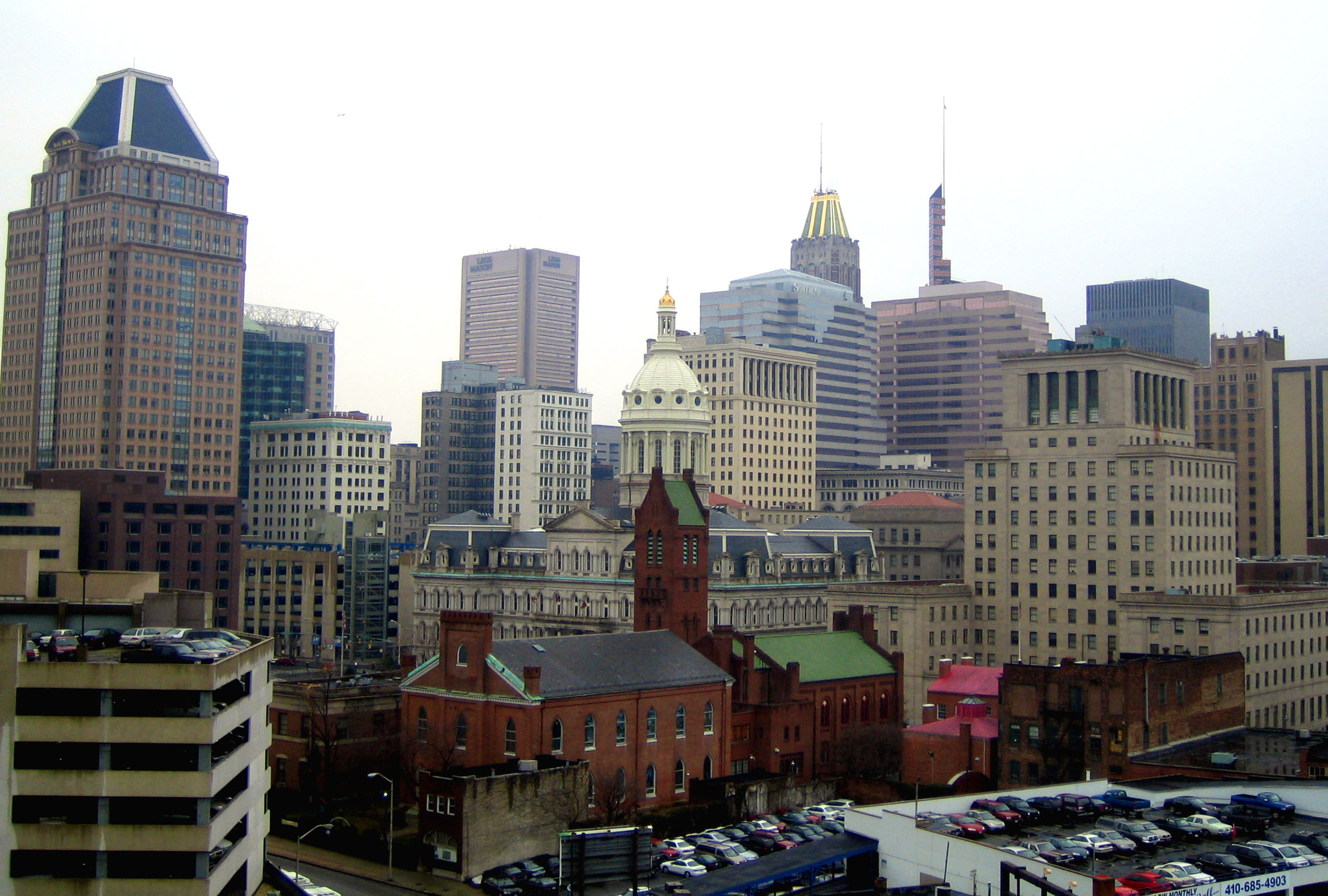
A cidade de Baltimore é considerada a própria protagonista de The Wire.

O elenco de The Wire pode ser definido como um ensemble cast, no qual não é possível identificar um único personagem como protagonista. A própria segmentação das temporadas da série faz com que diversos personagens apareçam de forma equânime nos episódios. Diversos veículos, críticos e ensaios sobre a série entendem que a protagonista de The Wire é a própria cidade de Baltimore.

### Grupo principal

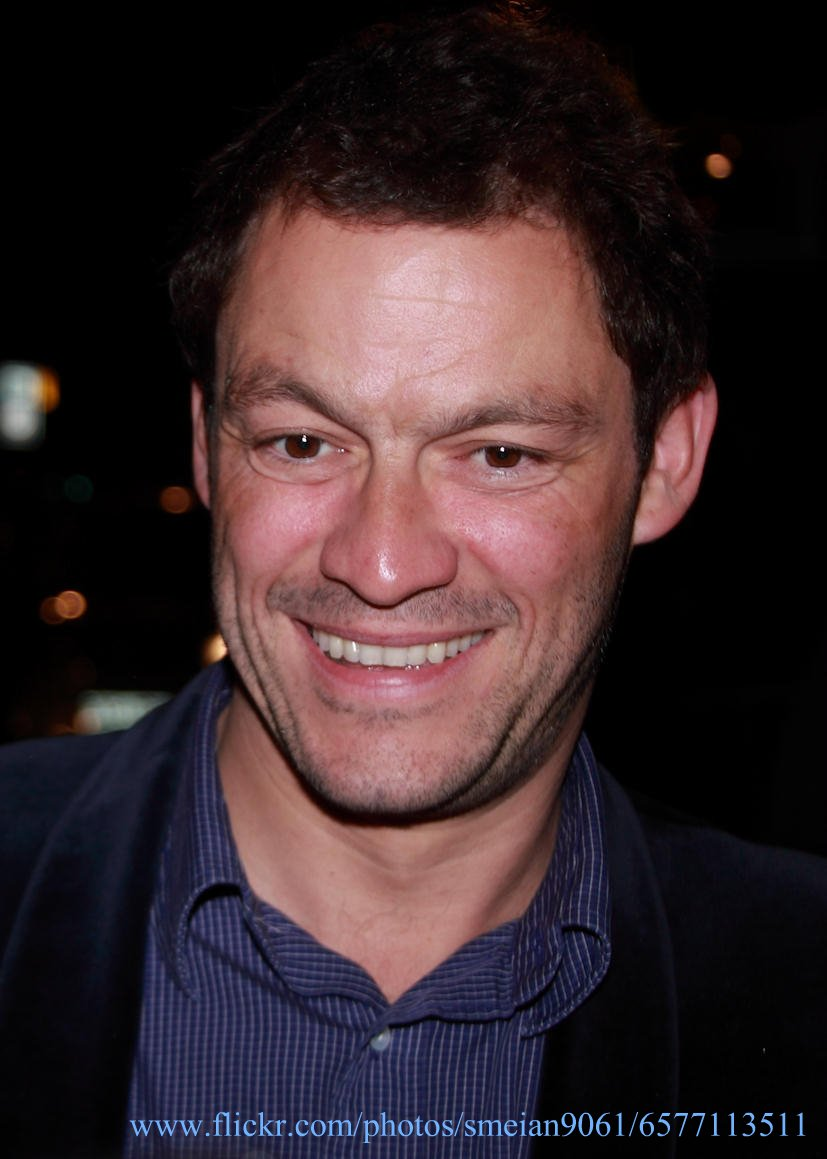
Dominic West interpreta o detetive Jimmy McNulty, um dos papéis de destaque da série. A foto é de 2011.

Na primeira temporada, os personagens de destaque estão divididos entre os que estão do lado da lei e os que estão envolvidos com o narcotráfico (principalmente, com a gangue Barksdale).
A equipe policial destacada para investigar a gangue Barksdale surge por iniciativa do Detetive Jimmy McNulty (Dominic West), um hábil investigador criminal com muitos problemas pessoais e tendências à insubordinação. Essa equipe é liderada pelo Tenente Cedric Daniels (Lance Reddick) e completada por um grupo de policiais e detetives. A policial Kima Greggs (Sonja Sohn) tem boa relação com o usuário de drogas Bubbles (André Royo), que se revela um útil informante; os policiais Thomas "Herc" Hauk (Domenick Lombardozzi) e Ellis Carver (Seth Gilliam) apresentam, no começo da série, uma postura violenta, gradualmente amenizada pela boa colaboração no trabalho de campo da investigação (a dupla acaba se tornando um alívio cômico da série); e pelos detetives Lester Freamon (Clarke Peters) e Roland "Prez" Pryzbylewski (Jim True-Frost). Freamon chega à equipe com uma personalidade introvertida e calada, mas rapidamente se mostra um dos detetives mais hábeis e experientes do destacamento, demonstrando percepção aguçada para detalhes importantes da investigação; Prez, por sua vez, é um policial desmoralizado após sofrer sanções por comportamento agressivo, mas o seu trabalho interno ganha destaque, já que é ele quem consegue decifrar os códigos de comunicação utilizados pela gangue Barksdale.
A equipe de investigação é chefiada por policiais hierarquicamente superiores que se preocupam mais com suas relações políticas dentro do departamento do que com as investigações: o comissário de polícia Ervin Burrell (Frankie Faison) e o major William Rawls (John Doman). A promotora de justiça assistente Rhonda Pearlman (Deirdre Lovejoy) atua como intermediária entre a equipe de investigação e o Poder Judiciário. Na divisão de homicídios, o detetive Bunk Moreland (William Pierce) é o parceiro de McNulty, sendo que ambos atuam sob supervisão do sargento Jay Landsman (Delaney Williams), conhecido pela sua personalidade sarcástica.

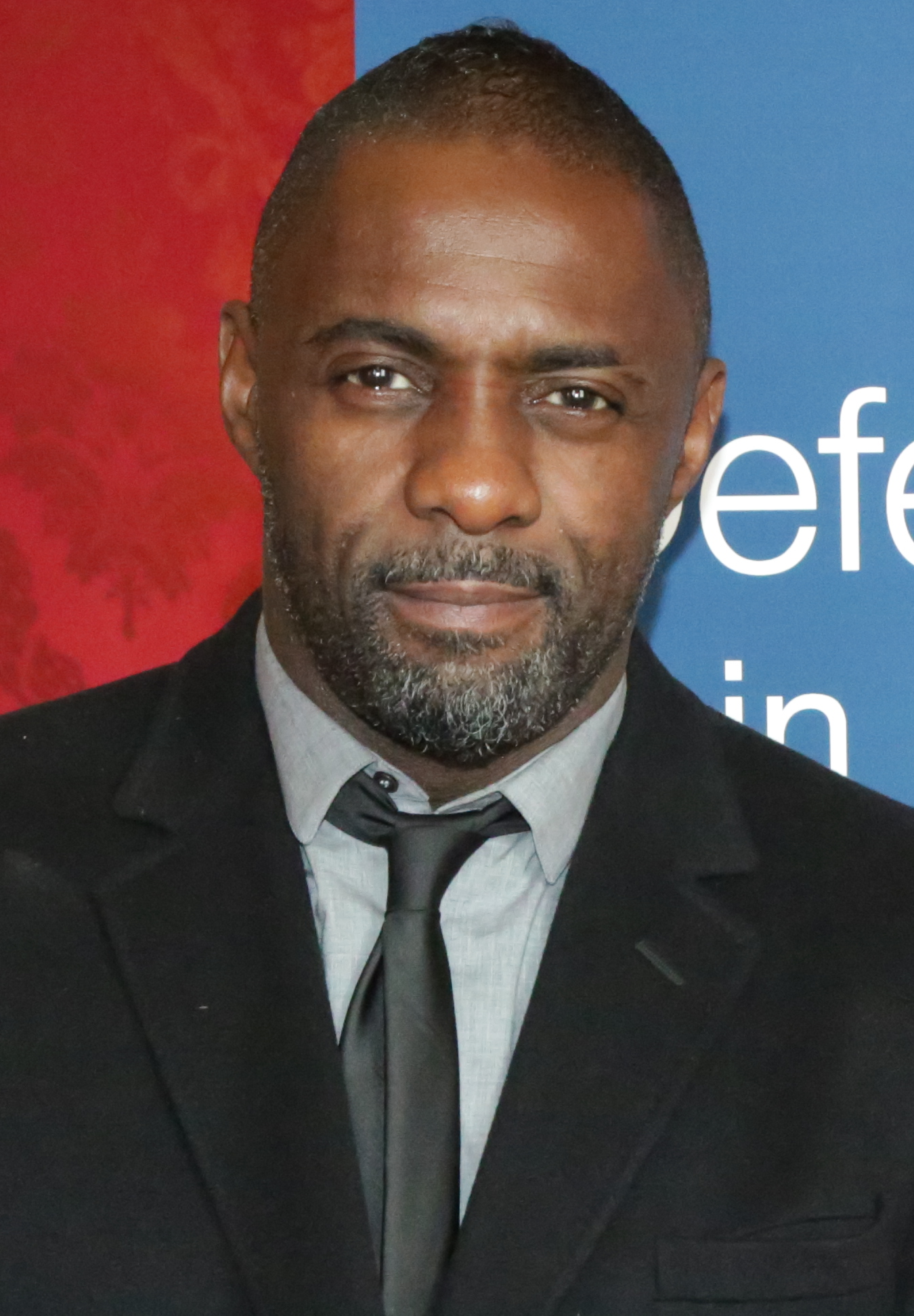
Idris Elba interpreta Stringer Bell, o "cérebro por trás da gangue Barksdale". A foto é de 2014.

Do outro lado da investigação está a gangue Barksdale, conduzida e liderada pelo implacável Avon Barksdale (Wood Harris), cujo braço direito é Stringer Bell (Idris Elba). A gangue Barksdale é composta por diversos membros, dentre os quais se destacam Wee-Bey Brice (Hassan Johnson), responsável por inúmeros assassinatos cometidos por ordem de Avon, e D'Angelo Barksdale (Lawrence Gilliard Jr.), sobrinho de Avon e responsável por parte do território dos Barksdale. D'Angelo trabalha com três jovens e pequenos traficantes, conhecidos como Bodie (J. D. Williams), Poot (Tray Chaney) e Wallace (Michael B. Jordan). Paralelamente à gangue Barksdale, o assaltante Omar Little (Michael K. Williams) é conhecido na cidade por roubar traficantes, enfrentando, em diversas ocasiões, integrantes da gangue Barksdale.
A segunda temporada introduz um conjunto totalmente novo de personagens. São estivadores que trabalham na zona portuária de Baltimore. A segunda temporada gira em torno de Frank Sobotka (Chris Bauer), líder do sindicato local dos estivadores, que se rende a atividades criminosas como tentativa de salvar o sindicato. Sobotka assim o faz ao se relacionar com a gangue dos "Gregos", liderada pelo "Grego" (Bill Raymond) e pelo seu braço direito Spiros "Vondas" Vondopoulos (Paul Ben-Victor). Com o fim da segunda temporada, a série volta a focar no narcotráfico de Baltimore, "abandonando" os novos personagens apresentados.
A terceira temporada dá mais destaque a personagens introduzidos na primeira temporada, mas que tiveram pouca participação. Ganham destaque o detetive Leander Sydnor (Corey Parker Robinson), que passa a integrar a equipe de investigação do Tenente Daniels; Bodie, que ganha novas responsabilidades dentro da gangue Barksdale; Omar, que embarca em uma vingança pessoal contra a gangue Barksdale; o traficante Proposition Joe (Robert F. Chew), que comanda o narcotráfico em outra região de Baltimore; e o major Howard "Bunny" Colvin (Robert Wisdom) que, próximo de sua aposentadoria, resolve implementar um novo (e radical) método contra o tráfico de drogas. A terceira temporada também introduz Tommy Carcetti (Aidan Gillen), um vereador ambicioso, que almeja se eleger prefeito; o próprio prefeito Clarence Royce (Glynn Turman); Marlo Stanfield (Jamie Hector), líder de uma gangue em ascensão que busca derrubar o império dos Barksdale; e Dennis "Cutty" Wise (Chad Coleman), um ex-presidiário que, recém-liberto, demonstra incerteza sobre o seu futuro.
A quarta temporada, que aborda o sistema de educação pública de Baltimore, introduz quatro jovens atores ao elenco principal: Jermaine Crawford (Duquan "Dukie" Weems); Maestro Harrell (Randy Wagstaff); Julito McCullum (Namond Brice); e Tristan Wilds (Michael Lee).
A quinta temporada, que aborda o papel da imprensa a partir de uma ficcionalização do jornal The Baltimore Sun, introduziu Clark Johnson — um dos integrantes da equipe de produção — como Augustus Haynes, chefe de redação do jornal. Outros papéis de destaque no núcleo dos jornalistas incluem os de Michelle Paress (Alma Gutierrez) e Tom McCarthy (Scott Templeton). Essa temporada também dá destaque a Gbenga Akinnagbe (Chris Partlow) como o principal executor da gangue Stanfield, que passa a dominar o narcotráfico em Baltimore. Outros dois personagens que ganham destaque nessa temporada são interpretados por Michael Kostroff (Maurice Levy, o advogado de defesa dos Barksdale) e Isiah Whitlock Jr. (o senador corrupto Clay Davis).

### Relação do elenco
- Dominic West - Detetive James "Jimmy" McNulty
- Andre Royo - Bubbles
- Michael K. Williams - Omar Little
- Idris Elba - Russel "Stringer" Bell
- Aidan Gillen - Vereador Thomas "Tommy" Carcetti
- Lance Reddick - Tenente Cedric Daniels
- Robert Wisdom - Howard "Bunny" Colvin
- Lawrence Gilliard, Jr. - D'Angelo Barksdale
- Pablo Schreiber - Nickolas "Nick" Sobotka
- Chris Bauer - Frank Sobotka
- James Ransone - Chester "Ziggy" Sobotka
- Clark Johnson - Augustus "Gus" Haynes"
- Thomas McCarthy - Scott Templeton
- Michelle Paress - Alma Gutierrez
- JD Williams - Preston "Bodie" Broadus
- Wood Harris - Avon Barksdale
- Jamie Hector - Marlo Stanfield
- Jermaine Crawford - Duquan "Dukie" Weems
- Tristan Wilds - Michael Lee
- Maestro Harrel - Randy Wagstaff
- Julito McCullum - Namond Bryce
- Michael B. Jordan - Wallace
- John Doman - Comandante William Rawls
- Wendell Pierce - Detetive William "Bunk" Moreland
- Deirdre Lovejoy - Rhonda "Ronnie" Perlman
- Sonja Sohn - Detetive Shakima "Kima" Greggs
- Jim True-Frost - Detetive Roland "Prez" Pryzbylewski
- Seth Gilliam - Detetive Ellis Carver
- Domenick Lombardozzi - Detetive Thomas "Herc" Hauk
- Clarke Peters - Detetive Lester Freamon
- Chad Coleman - Dennis "Cutty" Wise
- Michael Kostroff - Maurice "Maury" Levy
- Isiah Whitlock Jr. - Senador Clayton "Clay" Davis
- Robert F. Chew - Joseph "Proposition Joe" Stewart
- Paul Ben-Victor - Spiros "Vondas" Vondopoulos
- Felicia Pearson - Felicia "Snoop" Pearson
- Gbenga Akinnagbe - Chris Partlow
- Amy Ryan - Beatrice "Beadie" Russel
- Frankie Faison - Comandante Ervin Burrel
- Corey Parker Robinson - Detetive Leandor Sydnor
- Delaney Williams - Sargento Jay Landsman
- Anwan Glover - Slim Charles
- Method Man - Melvin "Cheese" Wagstaff
- Michael Salconi - Detetive Michael "Sanny" Santangelo
- Tray Chaney - Malik "Poot" Carr
- Reg E. Cathey - Norman Wilson
- Glynn Turman - Prefeito Clarence Royce
- Hassan Johnson - Roland "Wee-Bey" Bryce
- Al Brown - Major Valchek
- Melvin Williams - Deacon
- Peter Gerety - Juiz Daniel Phelan
- Leo Fitzpatrick - Johnny Weeks
- Bill Raymond - The Greek
- S. Robert Morgan - Butchie
- Robert F. Colesberry - Detetive Ray Cole
- Thuliso Dingwall - Kenard
- Edward T. Norris - Detetive Edward Norris
- Gregory L. Williams - Detetive Michael Crutchfield
- Jay Landsman - Tenente Dennis Mello

## Prêmios
| Ator                  | Personagem                  | Temporadas | Temporadas   | Temporadas   | Temporadas   | Temporadas   |
| Ator                  | Personagem                  | 1.ª        | 2.ª          | 3.ª          | 4.ª          | 5.ª          |
| --------------------- | --------------------------- | ---------- | ------------ | ------------ | ------------ | ------------ |
| Dominic West          | Jimmy McNulty               | Principal  | Principal    | Principal    | Principal    | Principal    |
| John Doman            | William Rawls               | Principal  | Principal    | Principal    | Principal    | Principal    |
| Idris Elba            | Russell "Stringer" Bell     | Principal  | Principal    | Principal    |              |              |
| Frankie Faison        | Ervin Burrell               | Principal  | Principal    | Principal    | Principal    | Recorrente   |
| Lawrence Gilliard Jr. | D'Angelo Barksdale          | Principal  | Principal    |              |              |              |
| Wood Harris           | Avon Barksdale              | Principal  | Principal    | Principal    |              | Participação |
| Deirdre Lovejoy       | Rhonda Perlman              | Principal  | Principal    | Principal    | Principal    | Principal    |
| Wendell Pierce        | William "The Bunk" Moreland | Principal  | Principal    | Principal    | Principal    | Principal    |
| Lance Reddick         | Cedric Daniels              | Principal  | Principal    | Principal    | Principal    | Principal    |
| Andre Royo            | Reginald "Bubbles" Cousins  | Principal  | Principal    | Principal    | Principal    | Principal    |
| Sonja Sohn            | Kima Greggs                 | Principal  | Principal    | Principal    | Principal    | Principal    |
| Chris Bauer           | Frank Sobotka               |            | Principal    |              |              |              |
| Paul Ben-Victor       | Spiros "Vondas" Vondopoulos |            | Principal    |              | Participação | Recorrente   |
| Clarke Peters         | Lester Freamon              | Recorrente | Principal    | Principal    | Principal    | Principal    |
| Amy Ryan              | Beatrice "Beadie" Russell   |            | Principal    | Participação | Recorrente   | Recorrente   |
| Aidan Gillen          | Tommy Carcetti              |            |              | Principal    | Principal    | Principal    |
| Jim True-Frost        | Roland "Prez" Pryzbylewski  | Recorrente | Recorrente   | Principal    | Principal    | Participação |
| Robert Wisdom         | Howard "Bunny" Colvin       |            | Participação | Principal    | Principal    | Participação |
| Seth Gilliam          | Ellis Carver                | Recorrente | Recorrente   | Principal    | Principal    | Principal    |
| Domenick Lombardozzi  | Thomas "Herc" Hauk          | Recorrente | Recorrente   | Principal    | Principal    | Principal    |
| J.D. Williams         | Preston "Bodie" Broadus     | Recorrente | Recorrente   | Principal    | Principal    |              |
| Michael K. Williams   | Omar Little                 | Recorrente | Recorrente   | Principal    | Principal    | Principal    |
| Corey Parker Robinson | Leander Sydnor              | Recorrente |              | Principal    | Principal    | Principal    |
| Reg E. Cathey         | Norman Wilson               |            |              |              | Principal    | Principal    |
| Chad Coleman          | Dennis "Cutty" Wise         |            |              | Recorrente   | Principal    | Participação |
| Jamie Hector          | Marlo Stanfield             |            |              | Recorrente   | Principal    | Principal    |
| Glynn Tuman           | Clarence Royce              |            |              | Recorrente   | Principal    | Participação |
| Clark Johnson         | August Haynes               |            |              |              |              | Principal    |
| Tom McCarthy          | Scott Templeton             |            |              |              |              | Principal    |
| Gbenga Akinnagbe      | Chris Partlow               |            |              | Recorrente   | Recorrente   | Principal    |
| Neal Huff             | Michael Steintorf           |            |              |              | Recorrente   | Principal    |
| Jermaine Crawford     | Duquan "Dukie" Weems        |            |              |              | Recorrente   | Principal    |
| Tristan Wilds         | Michael Lee                 |            |              |              | Recorrente   | Principal    |
| Michael Kostroff      | Maurice Levy                | Recorrente | Recorrente   | Recorrente   | Participação | Principal    |
| Michelle Paress       | Alma Gutierrez              |            |              |              |              | Principal    |
| Isiah Whitlock, Jr.   | Clay Davis                  | Recorrente | Recorrente   | Recorrente   | Recorrente   | Principal    |

| Resultado | Ano  | Prêmio                            | Categoria                                                                                  |
| --------- | ---- | --------------------------------- | ------------------------------------------------------------------------------------------ |
| Vencedor  | 2002 | TIME Magazine's Best List         | Top Television Show                                                                        |
| Vencedor  | 2003 | Peabody Award                     | N/A                                                                                        |
| Vencedor  | 2003 | American Film Institute           | Television Program of the Year                                                             |
| Nomeado   | 2003 | Prix Edgar-Allan-Poe              | Best Television Episode                                                                    |
| Nomeado   | 2003 | NAACP Image Award                 | Outstanding Drama Series                                                                   |
| Nomeado   | 2003 | Television Critics Association    | Program of the Year                                                                        |
| Nomeado   | 2003 | Television Critics Association    | Outstanding New Program                                                                    |
| Nomeado   | 2003 | Television Critics Association    | Outstanding Achievement in Drama                                                           |
| Vencedor  | 2004 | ASCAP Award                       | Film & Music TV Award                                                                      |
| Nomeado   | 2004 | NAACP Image Award                 | Outstanding Drama Series                                                                   |
| Nomeado   | 2004 | NAACP Image Award                 | Outstanding Actor in a Drama Series - Wendell Pierce                                       |
| Nomeado   | 2004 | Television Critics Association    | Outstanding Achievement in Drama                                                           |
| Vencedor  | 2005 | Broadcasting & Cable Critics Poll | Best Drama                                                                                 |
| Nomeado   | 2005 | Emmy Award                        | Outstanding Writing for a Drama Series                                                     |
| Nomeado   | 2005 | NAACP Image Award                 | Outstanding Drama Series                                                                   |
| Nomeado   | 2005 | NAACP Image Award                 | Outstanding Supporting Actor in a Drama Series - Idris Elba                                |
| Nomeado   | 2005 | NAACP Image Award                 | Outstanding Supporting Actress in a Drama Series - Sonja Sohn                              |
| Vencedor  | 2006 | TIME Magazine's 10 Best TV Shows  | Top Television Show                                                                        |
| Nomeado   | 2006 | American Film Institute           | Television Program of the Year                                                             |
| Vencedor  | 2007 | Prix Edgar-Allan-Poe              | Best Television Feature/Mini-Series Teleplay                                               |
| Nomeado   | 2007 | NAACP Image Award                 | Outstanding Drama Series                                                                   |
| Nomeado   | 2007 | NAACP Image Award                 | Outstanding Actor in a Drama Series - Michael K. Williams                                  |
| Nomeado   | 2007 | NAACP Image Award                 | Outstanding Support Actor in a Drama Series - Wendell Pierce                               |
| Nomeado   | 2007 | NAACP Image Award                 | Outstanding Support Actor in a Drama Series - Glynn Turman                                 |
| Nomeado   | 2007 | NAACP Image Award                 | Directing in a Dramatic Series - Seith Mann                                                |
| Nomeado   | 2007 | Television Critics Association    | Program of the Year                                                                        |
| Nomeado   | 2007 | Television Critics Association    | Outstanding Achievement in Drama                                                           |
| Vencedor  | 2007 | Writers Guild of America Award    | Dramatic Series                                                                            |
| Nomeado   | 2007 | Writers Guild of America Award    | Episodic Drama - “Final Grades” teleplay by David Simon, story by David Simon and Ed Burns |

## Episódios
| Temporada | Temporada | Episódios | Transmissão original   | Transmissão original   | Lançamento em DVD     | Lançamento em DVD      | Lançamento em DVD    | Lançamento em DVD |
| Temporada | Temporada | Episódios | Início                 | Término                | Região 1              | Região 2               | Região 4             | Discos            |
| --------- | --------- | --------- | ---------------------- | ---------------------- | --------------------- | ---------------------- | -------------------- | ----------------- |
|           | 1         | 13        | 2 de junho 2002        | 8 de setembro de 2002  | 12 de outubro de 2004 | 18 de abril de 2005    | 11 de maio de 2005   | 5                 |
|           | 2         | 12        | 1 de junho de 2003     | 24 agosto de 2003      | 25 de janeiro de 2005 | 10 de outubro de 2005  | 3 de maio de 2006    | 5                 |
|           | 3         | 12        | 19 de setembro 2004    | 19 de dezembro de 2004 | 8 de agosto de 2006   | 5 de fevereiro de 2007 | 13 de agosto de 2008 | 5                 |
|           | 4         | 13        | 10 de setembro de 2006 | 10 de dezembro de 2006 | 4 de dezembro de 2007 | 10 de março de 2008    | 13 de agosto de 2008 | 4                 |
|           | 5         | 10        | 6 de janeiro de 2008   | 9 de março de 2008     | 12 de agosto de 2008  | 22 de setembro de 2008 | 3 de fevereiro 2010  | 4                 |

## Recepção da crítica
Todas as temporadas de The Wire receberam críticas positivas dos principais críticos da televisão. Em sua 1ª temporada, teve recepção geralmente favorável por parte da crítica especializada, alcançando uma pontuação de 78% no Metacritic.
|  | Esta página contém um gráfico que utiliza a extensão <graph>. A extensão está temporariamente indisponível e será reativada quando possível. Para mais informações, consulte o ticket T334940. |

|        | Temporada 1 | Temporada 2 | Temporada 3 | Temporada 4 | Temporada 5 |
| Rating | 79          | 95          | 98          | 98          | 89          |

Em setembro de 2019, o The Guardian, que classificou o programa em 2º lugar em sua lista dos 100 melhores programas de TV do século 21, descreveu-o como "polêmico, panorâmico, engraçado, trágico ou todas essas coisas ao mesmo tempo".
Em 2007, a Time listou The Wire entre as cem melhores séries de televisão da história.
A revista americana Entertaiment Weekly elegeu a série como a melhor de todos os tempos.
Na revista Empire, ficou classificada em quarto lugar na lista dos 100 maiores programas de TV de todos os tempos.